# Fécamp
Fécamp je pristaniško mesto in občina v severozahodnem francoskem departmaju Seine-Maritime regije Zgornje Normandije. Leta 2009 je mesto imelo 19.348 prebivalcev.

## Geografija
Kraj leži ob izlivu reke Valmont v Rokavski preliv, v osrčju Pays de Cauxa.

## Administracija
Fécamp je sedež istoimenskega kantona, v katerega so poleg njegove vključene še občine Criquebeuf-en-Caux, Épreville, Froberville, Ganzeville, Gerville, Les Loges, Maniquerville, Saint-Léonard, Senneville-sur-Fécamp, Tourville-les-Ifs, Vattetot-sur-Mer in Yport z 28.556 prebivalci. Kanton je sestavni del okrožja Le Havre.

## Zanimivosti
Fécamp je na seznamu francoskih umetnostno-zgodovinskih mest.

## Pobratena mesta
- Mouscron (Belgija),
- Rheinfelden (Nemčija),
- Vale of Glamorgan (Wales, Združeno kraljestvo).